# Lin Hung-Min
Lin Hung-Min (né le 7 septembre 1990) est un athlète taïwanais, spécialiste du saut en longueur.
Il porte son record personnel à 8,10 m le 10 juin 2017 à Hiratsuka.
Il termine 6e lors des Championnats d’Asie 2019 à Doha du saut en longueur.
Il est médaillé d'argent aux Championnats d'Asie d'athlétisme en salle 2018.